# Ceratozetes processus
Ceratozetes processus är en kvalsterart som först beskrevs av Hammer 1962.  Ceratozetes processus ingår i släktet Ceratozetes och familjen Ceratozetidae. Inga underarter finns listade i Catalogue of Life.